# Кокосова вода

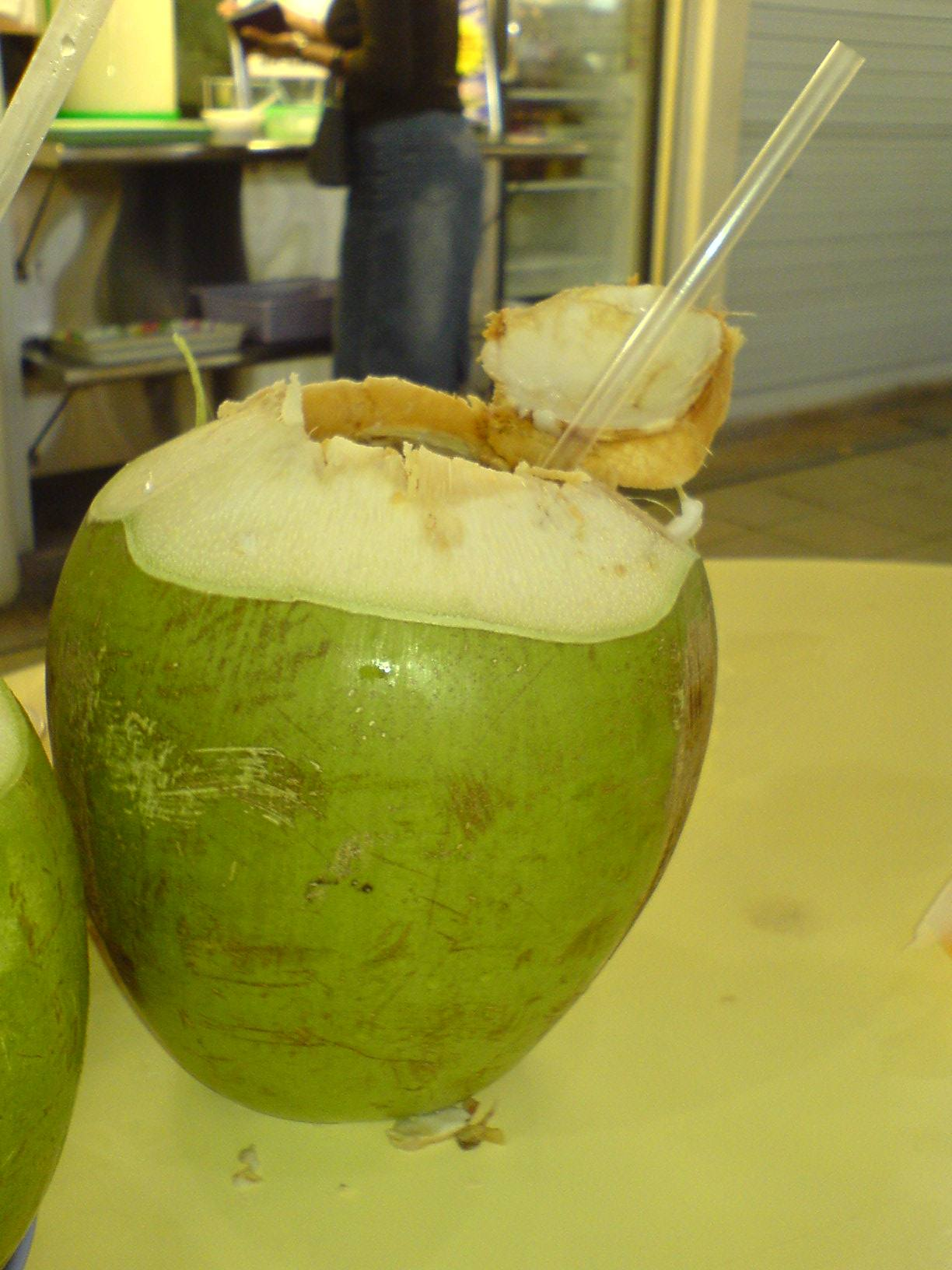
Молодий кокосовий горіх, приготований для пиття (Сінгапур)

Кокосова вода, кокосовий сік — специфічна вода — рідкий ендосперм — всередині молодих плодів кокосової пальми. У міру дозрівання плоду в ендосперм потрапляють краплі олії, що виділяються копрою, і рідина перетворюється в кокосове молоко, потім це молоко густіє і твердне. Кокосова вода, видобута з плоду без тріщин — стерильна, відомі випадки використання в медичних цілях при недоступності фізіологічного розчину.
Кокосову воду можна пити безпосередньо з кокоса, пробивши гострим предметом отвір в плоді. Її необхідно випивати відразу ж після розтину плоду, оскільки під впливом світла кокосова вода швидко псується. Також кокосова вода упаковується і продається в пляшках, банках або в більш екологічній упаковці типу Tetra Pak. Розрізняються типово тайські харчові кокосові плоди, малайзійські, а також питний сорт бразильського кокоса Coco Anão.

## Склад
Кокосова вода містить поживні речовини, включаючи вітаміни, мінерали, антиоксиданти, амінокислоти, цитокініни. Кокосова вода є джерелом таких елементів, як магній, кальцій, калій. Вона також містить цинк, селен, йод, сірку, марганець, бор, молібден. Кокосова вода містить незамінні амінокислоти (валін, лейцин, ізолейцин, метіонін, лізин, треонін, триптофан, фенілаланін).

## Вплив на здоров'я
| Кокосова вода Харчова цінність в 100 г продукту |         |
| --- | ------- |
| Енергетична цінність 17 ккал / 70 кДж |         |
| \| Вода \| 86-89 г \| \| Білки \| 0,72 г \| \| Жири \| 0,2 г \| \| насичені \| 0,18 г \| \| мононенасичені \| 0,01 г \| \| Вуглеводи \| 2,61 г \| \| \| \| \| Тіамін (B1) \| 0,03 мг \| \| Ніацин (B3) \| 0,08 мг \| \| \| \| \| Кальцій \| 24 мг \| \| Калій \| 250 мг \| \| Натрій \| 105 мг \| \| \| \| |         |
| USDA National Nutrient Database for Standard Reference Джерело: |         |
| Вода | 86-89 г |
| Білки | 0,72 г  |
| Жири | 0,2 г   |
| насичені | 0,18 г  |
| мононенасичені | 0,01 г  |
| Вуглеводи | 2,61 г  |
| |         |
| Тіамін (B1) | 0,03 мг |
| Ніацин (B3) | 0,08 мг |
| |         |
| Кальцій | 24 мг   |
| Калій | 250 мг  |
| Натрій | 105 мг  |
| |         |

Завдяки своїм гідратуючим властивостям і високому вмісту мінералів і поживних речовин, кокосова вода досить успішно використовується в спорті та фітнесі. Продовольча і сільськогосподарська організація ООН рекомендує кокосову воду як природний енергетичний напій для професійних спортсменів і любителів. ФАО рекомендує кокосову воду як «чистий, свіжий, натуральний і багатий поживними речовинами напій з делікатним смаком, який до того ж має властивості енергетичного напою».
У науковому аналізі, представленому на 244-х Національних зборах та виставці Американського хімічного товариства (ACS), були представлені дані про вплив кокосової води на організм під час інтенсивних фізичних тренувань. «Кокосова вода є натуральним напоєм, який містить все і навіть більше, ніж звичайний спортивний напій», — говорить Бхаттачарія. «У ньому в п'ять разів більше калію, ніж в Gatorade і Powerade. Коли у вас починаються м'язові судоми, калій вам просто необхідний. Кокосова вода - натуральний напій, який заповнює поживні речовини, витрачені вашим організмом під час помірних тренувань».

## Індустрія
На цей час існують компанії Real Coconut Water (Таїланд), FOCO (В'єтнам), Pearl Royal (Таїланд), Cocowell (Австрія), Be Coconut (Таїланд), Vito Coco (США), Cocoyoyo (Росія), які виробляють кокосову воду з питних сортів кокоса. Ці та деякі інші компанії ллють молодий і зелений кокос на високотехнологічному виробництві без допуску світла і кисню, що дозволяє зберігати поживні властивості кокосової води в упаковці.

## Цікаві факти
Кокосова вода є складовою багатьох дієт, в тому числі спрямованих на детоксикацію організму.
За вмістом калію кокосова вода перевершує банани.
Кокосова вода містить лауринову кислоту (складова жіночого молока).